# Bolin
Bolin er et svensk efternavn.
Kendte personer med dette efternavn omfatter:
- Bert Bolin (1925–2007), svensk meteorolog og klimaforsker
- Sture Bolin (1900–1963), svensk historiker og numismatiker
- Wilhelm Bolin (1835–1924), finsk filosof